# Prefectura d'Aomori
La prefectura d'Aomori (青森県, Aomori-ken) és una de les prefectures de la regió de Tōhoku, al Japó. La capital és Aomori (青森市, Aomori-shi).

## Ciutats
- Aomori (capital)
- Goshogawara
- Hachinohe
- Hirosaki
- Kuroishi
- Misawa
- Mutsu
- Towada

## Districtes
- Kamikita
  - Kamikitagun
  - Noheji
  - Shichinohe
  - Momoishi
  - Towadako
  - Rokunohe
  - Yokohama
  - Kamikita
  - Tōhoku
  - Tenmabayashi
  - Shimoda
  - Rokkasho
- Shimokita
  - Shimokitagun
  - Kawauchi
  - Oohata
  - Ooma
  - Higashidoori
  - Kazamaura
  - Sai
  - Wakinosawa
- Minamitsugaru
  - Minamitsugarugun
  - Fujisaki
  - Oowani
  - Onoe
  - Namioka
  - Hiraka
  - Tokiwa
  - Inakadate
  - Ikarigaseki
- Nishitsugaru
  - Nishitsugarugun
  - Ajigasawa
  - Kidukuri
  - Fukaura
  - Morita
  - Iwasaki
  - Kashiwa
  - Inagaki
  - Shariki
- San'nohe
  - San'nohegun
  - San'nohe
  - Gonohe
  - Takko
  - Nagawa
  - Nanbu
  - Hashikami
  - Fukuchi
  - Nangou
  - Kuraishi
  - Shingou
- Kitatsugaru
  - Kitatsugarugun
  - Itayanagi
  - Kanagi
  - Nakasato
  - Tsuruta
  - Shiura
  - Kodomari
- Higashitsugaru
  - Hiranai
  - Kanita
  - Imabetsu
  - Yomogita
  - Tairadate
  - Minmaya
- Nakatsugaru
  - Nakatsugarugun
  - Iwaki
  - Souma
  - Nishimeya